# Černilov
Černilov (deutsch Tschernilow) ist eine Gemeinde mit 2468 Einwohnern in Tschechien. Sie liegt etwa neun Kilometer nordöstlich von Hradec Králové (Königgrätz) und gehört zum Okres Hradec Králové in der Region Hradec Králové. Historisch gehörte es zum altböhmischen Königgrätzer Kreis.

## Geographie

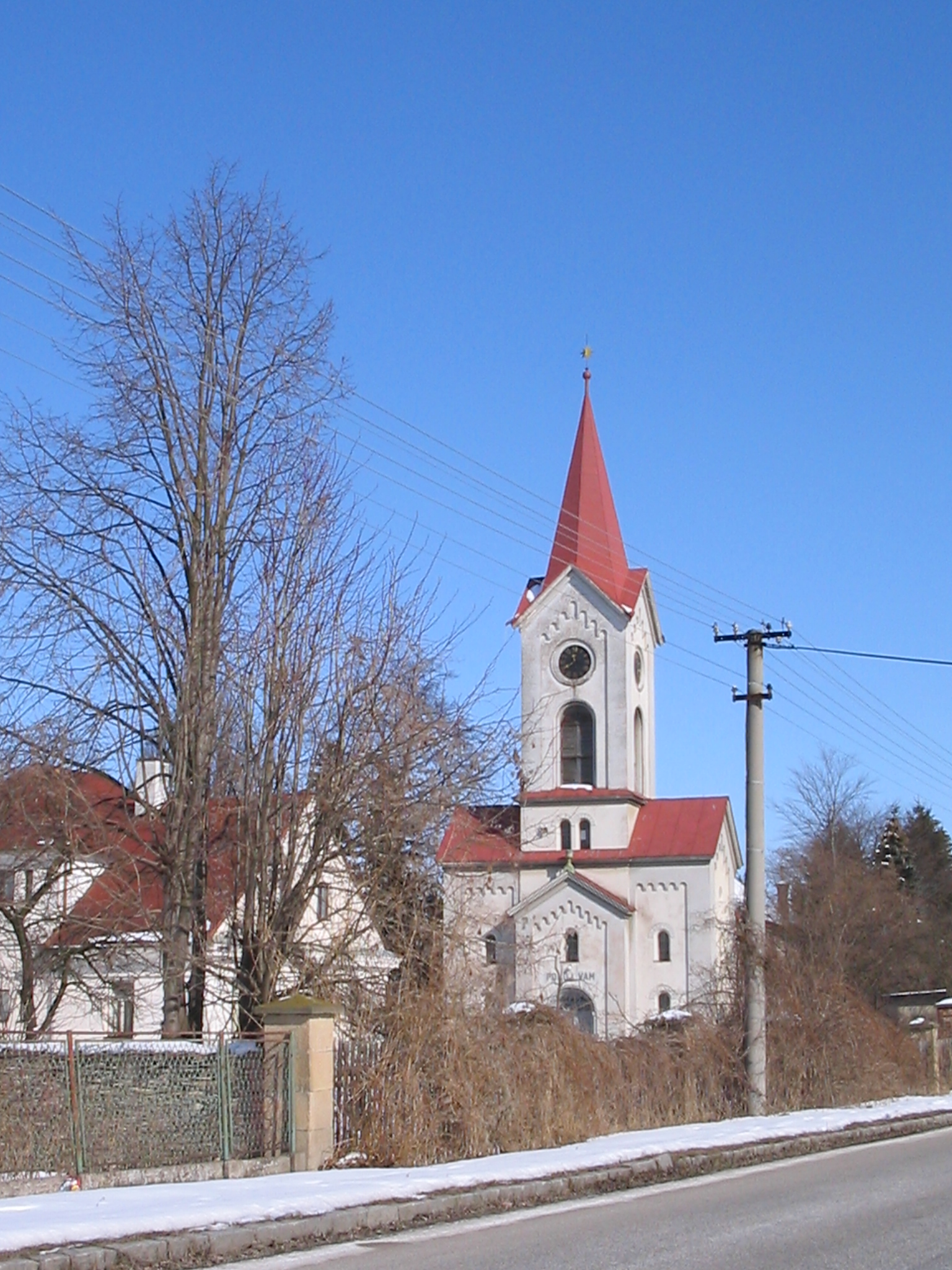
Evangelische Kirche in Černilov

Nachbarorte von Černilov sind Smržov, Lejšovka und Libřice im Norden, Výrava im Osten, Libníkovice im Südosten, im Süden an Librantice und Divec, im Südwesten an Hradec Králové, sowie an Skalice im Nordwesten. Die tschechische Hauptstadt Prag liegt etwa 108 Kilometer südwestlich von Černilov. Die gesamte Katasterfläche der Gemeinde beträgt 2571 Hektar. Der Fluss Černilovský potok fließt durch das Gebiet der Gemeinde. Durch Buslinien ist Černilov an die nächste größere Stadt Hradec Králové angebunden.

## Gemeindegliederung
Die Gemeinde Černilov besteht aus den drei Ortsteilen Černilov (Tschernilow), Bukovina (Buchenwald) und Újezd (Aujest).
Vom 1. Juli 1980 bis 23. November 1990 gehörten auch die heute selbständigen Gemeinden Lejšovka, Libřice und Výrava zu Černilov, vom 1. Juli 1980 bis 31. Dezember 1991 auch Libníkovice und Librantice.

## Geschichte
Der Ort wurde im Jahr 1271 erstmals urkundlich erwähnt. Der Name des Dorfes geht vermutlich auf den Gründer des Gutshofs zurück, der sich an der Stelle des heutigen Dorfes befand.
Das kulturelle Leben in Černilov wird unter anderem von der örtlichen Freiwilligen Feuerwehr, einem Jagdverband, dem Tennisverein LTC Černilov, dem Unihockeyclub FBC Černilov und dem Fußballverein FK Černilov geprägt. Außerdem existiert im Ort mit dem 1862 gegründete Sokol Černilov einer der ältesten Turnverbände in Tschechien.